# تشارلز بي ستون
تشارلز بي ستون (بالإنجليزية: Charles P. Stone)‏ هو عسكري أمريكي، ولد في 17 يونيو 1915، وتوفي في 6 فبراير 2012.